# Заріфе Їлдирим
Заріфе Їлдирим (тур. Zarife Yildirim; нар. 8 серпня 1975) — турецька борчиня вільного стилю та дзюдоїстка, бронзова призерка чемпіонату Європи з боротьби.

## Життєпис
Боротьбою почала займатися з 1998 року. Виграла бронзову медаль на чемпіонаті Європи з вільної боротьби у 2000 році, ставши таким чином першою турецькою жінкою, яка виграла медаль на міжнародному чемпіонаті з боротьби. Свою спортивну кар'єру вона розпочала з карате, також виступала на міжнародному рівні у змаганнях із дзюдо.
Виступала за борцівський клуб «Ankara Seker Club», Анкара. Тренер — Ісмаїл Файкаглу.

## Спортивні результати на міжнародних змаганнях

### Виступи на Чемпіонатах світу
| Змагання                        | Збірна    | Вагова категорія          | Місце |
| ------------------------------- | --------- | ------------------------- | ----- |
| Чемпіонат світу з боротьби 2000 | Туреччина | жіноча боротьба, до 75 кг | 13    |
| Чемпіонат світу з боротьби 2002 | Туреччина | жіноча боротьба, до 72 кг | 4     |
| Чемпіонат світу з боротьби 2003 | Туреччина | жіноча боротьба, до 72 кг | 11    |

### Виступи на Чемпіонатах Європи
| Змагання                         | Збірна    | Вагова категорія          | Місце  |
| -------------------------------- | --------- | ------------------------- | ------ |
| Чемпіонат Європи з боротьби 2000 | Туреччина | жіноча боротьба, до 75 кг | Бронза |
| Чемпіонат Європи з боротьби 2002 | Туреччина | жіноча боротьба, до 72 кг | 8      |
| Чемпіонат Європи з боротьби 2003 | Туреччина | жіноча боротьба, до 72 кг | 5      |

### Виступи на інших змаганнях
| Змагання                                                     | Збірна    | Вагова категорія          | Місце |
| ------------------------------------------------------------ | --------- | ------------------------- | ----- |
| Олімпійський кваліфікаційний турнір з боротьби 2004 (Туніс)  | Туреччина | жіноча боротьба, до 72 кг | 14    |
| Олімпійський кваліфікаційний турнір з боротьби 2004 (Мадрид) | Туреччина | жіноча боротьба, до 72 кг | 17    |